# Tragel (Sluis)
De Tragel is een waterloop die begint in het Groote Gat te Oostburg en die bij Nummer Eén uitwatert op de Westerschelde.
Het woord tragel betekent lage kade.
De Tragel loopt eerst ten zuidoosten van Oostburg, waar zich een waterzuiveringsinstallatie bevindt. Vervolgens volgt ze een traject naar Scherpbier, dat deel heeft uitgemaakt van de Linie van Oostburg.
Te Scherpbier buigt ze af in meer oostelijke richting waar een dijkdorpje ligt dat eveneens de naam Tragel draagt. Van hieruit loopt er een weg langs die Tragel West heet. Vroeger sprak men ook wel van de Schoondijkse Vaart. Dan loopt ze ten noorden van Schoondijke, waar ze de rijksweg naar Breskens kruist ter hoogte van de buurtschap Dam. Deze naam verwijst naar de dam die in 1739 in het Nieuwerhavense Gat was aangelegd. De begeleidende weg wordt verder Tragel Oost genoemd. De Tragel volgt hier een tracé met enkele scherpe bochten. Uiteindelijk stroomt de Tragel uit in de Gaternissekreek die langs Sasput en Slijkplaat loopt en bij Nummer Eén in de Westerschelde uitmondt. Deze wordt ook: Kromme Watergang genoemd.

## Geschiedenis
De Tragel vormde vanaf Scherpbier de zuidrand van het Nieuwerhavense Gat, een zeearm die in 1775 is ingepolderd en de Magdalenapolder ging heten en in zeewaartse richting de Nieuwerhavenpolder.
Dit Nieuwerhavense Gat ontstond in 1585 als gevolg van de inundatie. Na 1604 diende het als scheepvaartweg waarlangs zelfs Sluis en Aardenburg bereikt konden worden maar, doordat het ook via het Zwin met de zee in verbinding stond, trad wantij op en verzandde het op een aantal plaatsen. Uiteindelijk droeg de Staten-Generaal op om, toen de Generale Prins Willempolder werd aangelegd, ten behoeve van de schipperij een kanaal te delven van den hoek van den Oranjepolder, d.i. van bij Sasput af tot aan Scherpbier en van hier achter de stad Oostburg om door het Groote Gat tot in de Boomkreek en zoo verder op tot in het toenmalige Coxysche Gat.
Dit kanaal kwam in 1652 gereed aan de binnenzijde van de dijk van de Generale Prins Willempolder, waardoor het zijn bochtige loop kreeg. Bij Sasput kwam een scheepvaartsluis die echter vanaf 1675 enkel nog als spuisluis werd gebruikt, aangezien de Schoondijkse Vaart niet meer geschikt bleek voor de scheepvaart.